# リトルツインスターズ
リトルツインスターズ（ラテン文字表記：Little Twin Stars）は、日本のサンリオによるキャラクター。通称は「キキララ」。2016年時点のデザイナーは内田邦子。
主人公、キキ（Kiki）とララ（Lala）は、擬人化された双子星で、ララは姉、キキは弟である。人の姿をしているが、サンリオの公式ホームページでは「ひと」ではなく「ふしぎ系」に分類される。
2015年に生誕40周年を迎え、サンリオキャラクターではハローキティ・マイメロディに匹敵する長寿キャラクターとなっている。ハローキティのシンボリック性の高さに対し、マイメロディと並び、サンリオキャラクターとして数少ない物語性のあるキャラクターである。

## 来歴
- 1975年に、人物をモチーフとして同年のクリスマスプロモーション用のオリジナルキャラクターとして開発[1]。最初期はキキとララという名称はなかった。詳細は後述する。
- 1980年代には人気が低迷したこともあったが、その都度様々な工夫を凝らし、商品展開を続けてきた。1990年代ごろにはアニメ作品も制作され、女子高生などを中心に再びブームになり人気キャラクターの地位を不動のものにした。
- 2000年代ごろから70年代風のデザインが再評価され、茶髪のキキと金髪のララが再び商品展開されるようになる[10]。
- 2010年12月16日 - オフィシャルブログ「LittleTwinStars Official★Blog Kiki&Lala Dreamy Diary」が開始された。
- 2011年4月28日 - 世界初のキキララショップ「ゆめせいうん おもいやり星」が横浜・みなとみらいに期間限定でオープン[11][12]。
- 2012年1月13日 - オフィシャルブログ「LittleTwinStars Official★Blog Kiki&Lala Dreamy Diary」が月・水・金曜日更新に変更[13]。
- 2012年8月19日 - 横浜・みなとみらいの「ゆめせいうん おもいやり星」が閉店[14]。
- 2012年9月1日 - 「2012年サンリオキャラクター大賞」にて3位となったが[15]、2012年10月10日発表の「2012年サンリオキャラいちご新聞大ランキング」（いちご新聞に届いた投票だけでのランキング）ではハローキティに120票差をつけて、初の1位となった[16][17]。
- 2012年10月24日 - 『キキ＆ララショップ in ODAKYU★Shinjuku』が期間限定でオープン[18][19]。
- 2014年に初代デザイナーの松本庸子が35年ぶりにサンリオの作画担当に復帰した。キキ&ララやマイメロディの作画に関わるようになる[10]。
- 2014年9月1日 - 「LittleTwinStars Official Twitter」が開始された[20]。
- 2014年9月10日 - 「サンリオキャラクター大賞いちご新聞ランキング」にて2012年に続き2回目の1位となった[21]。
- 2015年3月25日 - リトルツインスターズの常設専門ショップ「Kiki&Lala -Yumeseiun Omoiyariboshi-」（日本語表記：キキ&ララ -ゆめ星雲 おもいやり星-）が大阪市北区梅田のルクア1100（ルクアイーレ）2Fにオープン[22][23]。また、同年8月28日に「Kiki&Lala -Yumeseiun Omoiyariboshi-」2号店が東京都新宿区のルミネエスト新宿店3Fにオープンした[24][25]。いずれもサンリオ直営ショップ「Sanrio now !!!」への転換に伴い、2018年に閉店。
- 2015年9月 - 子供服ブランド「マールマール」と提携して新生児 - 5歳までの男児向けのリトルツインスターズの商品をハローキティと共に発売した[26]。
- 2016年2月22日 - オフィシャルブログ「LittleTwinStars Official★Blog Kiki&Lala Dreamy Diary」の更新が終了する。ブログの公開は3月2日までと記されているが、その日以降も閲覧は可能。
- 2021年11月29日 - リトルツインスターズ（キキララ）ラッピングの東京モノレールが運行される。 車両は10000形

## 設定

### ふたりの特徴
キキ（男）
ララの双子の弟。
星釣りという遊びと発明が趣味。また、新しい星を発見するのも得意。背中の星を使うことで飛べる。好物は甘いお菓子だが、特にララの作ったホットケーキが好き。
好奇心旺盛。あわてんぼうで食いしん坊のいたずら好きらしい。
胸元にあるリボンは星を背負うためのものである。好きな季節は春から夏。
ララ（女）
キキの双子の姉。
絵や詩を書くのが趣味。キキが釣った星で首飾りや髪飾りも作る。怖がりでちょっぴり泣き虫。
料理が得意で特にスープ作りが得意なことが自慢。
いつも持っている星のステッキは、キキの星の進行方向を決めることが出来、お菓子も出せる。好きな季節は秋から冬。

### 共通のプロフィール
誕生日
12月24日
生誕地
ゆめ星雲のおもいやり星
家族
発明家のお父さま星と詩人で絵かきのお母さま星
大切に育てられたキキとララにわがまま・甘えんぼうの兆候を見て取り心配したお父さま星とお母さま星が、ふたりが立派にかがやく星になれるよう、地球へ修行の旅に送り出した。
現在のオフィシャルページのストーリー紹介では、おとうさま星は青い小さな星が集まってできた大きな星の姿、おかあさま星はピンクの小さな星が集まってできた大きな星の姿で描かれているが、1975年のいちご新聞に掲載された公式ストーリー漫画では、おかあさま星のみ、キキとララ同様に擬人化された姿で描かれている（髪色が青で頭部に緑色の大きな星がついており、紫色の衣を着ている。後姿のみで顔は見えない。）。
お友達
太陽・月・星・雲・妖精や動物さんたち
パフ&ポフ - 妖精さんたちが作ってくれたくまのぬいぐるみ（2015年3月追加。）
ネムリン ‐ スヤスヤランドの王子さま。
その他
バラ色雲をお供に連れている。大きさや形を自由に変えられる。飛び疲れたらそれで休むことができる。汚れたものを綺麗にしたり、壊れたものを元通りにすることもできる。別名ムクムク雲。

### 追加設定

#### 2012年の追加項目
2012年に初公開された追加設定は以下の通り。
好きな言葉
思いやり
好きな歌
キラキラ星
身長
キキとララふたり合わせてお月様と同じくらい
住居
雲の上の雲でできたフワフワモコモコの家
血液型
ふたりともAB型

#### 2022年の追加項目
2022年8月9日にサンリオ公式ホームページがリニューアルした際に初公開された追加設定は以下の通り.
好きな食べ物
　　甘いお菓子

#### ブログ等で公開された項目
家族
前述のお父さま星、お母さま星の他に、おじいさま星、おばあさま星が存在する。
ライバル・マジカルツインコメッツ
昔、キキとララと一緒に遊んだ事のある幼なじみの双子の魔法使いでおまじない屋さんでもある。キキの事がちょっぴり好きなので彼に対し何かといじめをしていたという設定。2007年にクリアファイルがグッズとして登場したのみでキャラクター展開は続かなかった。
それから数年後の2022年12月20日にキキ&ララ公式Twitterにて復帰することとなった。

リリ（姉）
ポニーテールをしており、首に紫のペンダントを身につけている。性格はおてんば。月の雫を使ったまじないが得意。空飛ぶ箒を持っている。復帰前の名前はティティーだった。
ルル（妹）
ツインテールをし、首に赤のペンダントを身につけている。おしゃべりとおしゃれが好き。星のカケラを使ったまじないが得意。箒の後部に座っている。
ミミ
女の子の鼠。二人のお姉さん的存在で、二人の頭の上がお気に入りの場所。

### 名前の由来
- 『いちご新聞』19号（1976年1月15日号）でふたりの名前を募集したところ、キラキラ輝く夜空の星になってほしいことから『キキ』『ララ』に決定された[注釈 4]。

## 豆知識

### 誕生秘話
1975年、クリスマス用に「動物と子どものキャラクター」を作成しようという話のもと、作者の松本庸子が「うさぎのキャラクター」と「ふたごの星の子キャラクター」を作成した。このとき作成したうさぎのキャラクターが「マイメロディ」となり、ふたごの星の子キャラクターが「リトルツインスターズ」となった。双子としたのは絵のバリエーションが創りやすかったからであった。
しばらくは「星の子チャーマー」とも呼ばれていた（後述）。「チャーマー」とは「ふわっとしたイメージのあるカワイイ女のコ」という意味がある。実際「八千代チャーマー」などその名残があるキャラクターが存在する。前述の通り、読者の応募によって決められた『キキ』『ララ』の名前は、「いちご新聞」26号（1976年5月号）で公表された。
最初は冬服を着ていてマフラーを巻いた男のコとフード付きのコートの女のコだったが、｢クリスマスに必要な物のうち星を背をわせたらどうか｣ということになり、男のコには星を背負わせることになった。女のコには星型のステッキを持たせてみようということになった。前述の通り魔法でお菓子が出せる。
そして、男のコの星は空を飛ぶことができるが、女のコの星のステッキがなければ飛んでいく方向を決められないことにしようということになった。これは作者が男のコと女のコがいつでも一緒にいることができるようにとしたためである。
空からやってきた星の子どもということで、天使をイメージした白い服になっている。

### その他

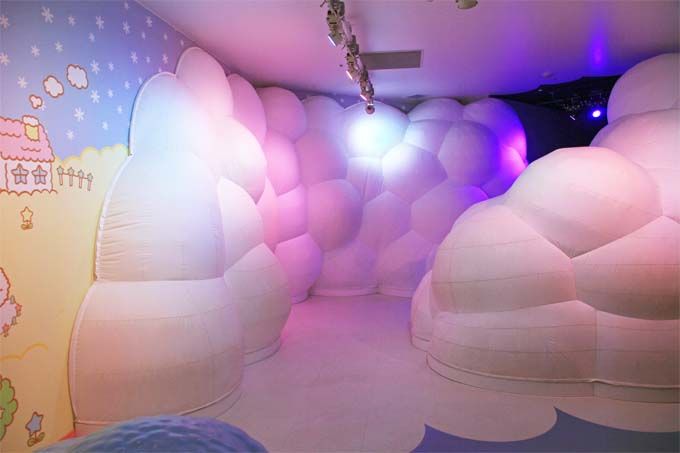
〜キキ&ララ〜トゥインクリングツアー

キキ&ラライルミネーション "TWINKLE SPARKLE!!"

- リトルツインスターズは初代デザイナーが描いた、星に住む男の子と女の子の6コマ漫画がサンリオ社内で評判となって、キャラクター化されたものである[50]。この漫画は現在公式ブログで公開されており、見ることができる[51]。
- 初期には「星の子チャーマー[52]」や「ツインスター[53]」とも呼ばれていた[54]。
- 『いちご新聞』で最初に登場したのは11号（1975年9月15日号）である[46]。
- 『いちご新聞』でリトルツインスターズが初めて表紙を飾ったのは、17号（1975年12月15日号）である[1][55][54]。また、いちご新聞の姉妹誌『サンリオ』の創刊号（1977年3月10日発売）でも表紙を大きく飾っている[56]。
- 1985年に、デザインに自由度を持たせるためにキャラクターデザインを調整してフォルムが刷新され、自由なポーズのキキとララが公表された。1988年には天の川を旅した際に出会ったという設定で、馬に乗った妖精の子の「チロル」というキャラクターが追加された[30]。
- 1990年ごろよりキキの背中に身に着けている大きな星が星のペンダントに変わり、星を背負わなくてもそのペンダントで空を飛べる設定が加わった[57]。
- サンリオピューロランドにリトルツインスターズがライブキャラクター（着ぐるみ）として、主にライブショーに出演しているほか、リトルツインスターズの世界を再現したサンリオタウンのウォークスルーアトラクションである「〜キキ&ララ〜トゥインクリングツアー」が2013年7月20日にオープンした[58]。当アトラクションではリトルツインスターズの誕生を綴った「リトルツインスターズ物語」がプレショーとして上映される。2019年11月8日から12月25日にかけてはリトルツインスターズが主役を務めるパレードショーの「Musical Show 『The Puro Christmas』」やイルミネーションショーの「キキ&ラライルミネーション『TWINKLE SPARKLE!!』」が上演された[59][60]。
- サンリオの中期経営計画「Project 2015」において「リトルツインスター戦略」が発表されている[61]。それによると「期間限定キキララSHOP」やライセンスビジネスなどに力を入れることが明記されている。
- 80年代から90年代中頃にかけてのグッズ展開では、ネムリンという頭巾を被った四つ足の猫に似たキャラクターが登場し、90年代のOVA（後述）にも準レギュラーとして出演したが、2010年代はネムリンの存在については公式では特に触れられておらず、公式ツイッターなどで公開されているイラストの一部[62][63]に登場するなどに留まっていた。その後、2021年7月9日にサンリオ公式YouTubeチャンネルに「キキ＆ララ展 夏の夜のファンタジー」のPVにネムリンが登場して[64]、11月29日には新宿サザンテラスにて開催された「Twinkle Color Christmas 2021」にネムリンが登場した[65]。さらに12月8日に発売された新デザインシリーズのグッズにネムリンのマスコットホルダーが販売されてキキララの仲間として復帰した。翌年には、「サブキャラコンテスト」にエントリーしている。

## キャラクター商品
主にタオル類を中心としたキャラクター商品はタイトル名（Little Twin Stars）を表記している物もあればキャラクター名（Kiki Lala）のみを表記されている物が確認できる。
初号グッズは1975年のクリスマスシーズンに販売された靴下型の「プチパース」であった。1982頃には4000点を超えるグッズが発売されていた。
- サンリオはサンリオ創業50周年を記念して商品シリーズ「ゴールデンメモリーズ」を2010年9月15日発売し、リトルツインスターズのほか、「パティ&ジミー」や「ハローキティ」や「マイメロディ」の1970年代-1980年代前半のデザインを使用して新規に企画した商品、もしくは当時の商品を模した商品を発売した。リトルツインスターズからは23アイテムが発売された[69]。
- 電報サービスを行っているVERY CARD（ネット電報）は、2015年10月1日にリトルツインスターズの40周年を記念して世界初のキキララの電報商品を発売した[70]。
- サンリオキャラクターのジュエリーを製造販売するユートレジャーからリトルツインスターズの高額なプラチナ950製ブライダルリングやネックレス[71]が発売された。リトルツインスターズ」45周年記念の際にも、同素材の新作リングが発売されている[72]。

## 展覧会
- 2014年4月4日から4月21日まで渋谷PARCO PART1の3Fにてアメリカン・グリーティングスのキャラクターケアベアとのコラボレーションを記念した展覧会『キキ&ララ×ケアベア展』が開催された[73][74]。また、同館7Fでは期間限定でキキ&ララカフェも同時開催された。また、同様の展覧会が札幌PARCOの7Fにて2014年4月26日から5月12日にかけて開催された。
- 阪急百貨店うめだ本店は2015年7月29日から8月10日まで、9階阪急うめだギャラリーにて、両キャラクターの誕生40周年を記念して『マイメロディ&リトルツインスターズ トキメキの40周年展』の展覧会を開催し、歴代デザイナーによる原画や誕生当時からのグッズなどが公開された[75][76]。また、同様の展覧会が2015年8月13日から8月25日まで博多阪急の8階催場で開催された[77]。
- 松屋銀座は2016年3月16日から4月4日まで8階イベントスクエアにて「マイメロディ展」と「キキ&ララ展」の展覧会を同時開催し、誕生当時のラフスケッチやデザイン画などの秘蔵の原画が初公開された[78][79][80]。教会をイメージした「キキ&ララ展」のテーマは”精神性”であった[8]。会場を2つに分けたのは、「マイメロディ展」のテーマが”過剰性、物質性”と、2つのキャラクターの魅力が大きく異なるからであった[8]。また、同様の展覧会が各地の商業施設で開催され、2016年7月22日から8月2日にかけてそごう広島店の本館9階特設会場で[81]、2016年8月10日から8月22日にかけてジェイアール名古屋タカシマヤの10階特設会場で[82]、2017年1月1日から1月9日にかけて西武高槻店の4階催事場にて開催された[83]。

また、商業施設以外では、酒田市美術館にて2016年11月19日から12月23日にかけて同様の展覧会が開催され、担当デザイナーのサイン会が11月27日に催されたほか、展覧会限定グッズの販売も行われた。また、アンパンマンミュージアムの愛称で知られる香美市立やなせたかし記念館の詩とメルヘン絵本館＆別館でも同様の展覧会が、2017年7月12日から9月4日にかけて制作秘話などの解説も充実させるなど展示を刷新して開催され、担当デザイナーのサイン会が7月15日に催され展覧会限定グッズも販売された。
祖父江慎がデザインを手がけた展覧会メインビジュアル（ララがキキの着替えを手伝っているイメージ）および展覧会ロゴマーク（星を背景に2人が1枚の服に包まったイメージ）は各会場共通である。展覧会メインビジュアルについては初代デザイナーの松本庸子が1975年に手掛けたキキとララの原画が元となっている。展覧会ロゴマークについては今回の展覧会では太陽と同居させるために考え出され、2人一緒ならもっと幸せというメッセージのほか、2人一緒なら太陽の光に消えないという作者の思いからであった。また、セイコーエプソンからリトルツインスターズがデザインされた腕時計「スマートキャンバス」が発売されているが。、その原画展覧会限定モデルが会場で限定販売された。

## サンリオキャラクター大賞の順位
『いちご新聞』の読者投票企画「サンリオキャラクター大賞」では第18回（2003年）他の2位が歴代最高である。
リトルツインスターズのサンリオキャラクター大賞及びキャラクター大賞いちご新聞ランキングの順位は以下の順位表の通り。

2012年以降の括弧内は、総合ランキング（サンリオキャラクター大賞）とは別に、いちご新聞に届いた票だけの順位（キャラクター大賞いちご新聞ランキング）である。
リトルツインスターズ（キキとララ）はサンリオキャラクター大賞の前身である「サンリオキャラクター人気コンテスト」の第2回（1976年10月15日 / 13号）からエントリーしている。なお、第2回のキキ&ララ（ツイン・スターと表記）の結果は得票数130票で5位であった。ちなみに1位以下、4位までの順位は「ハローキティ」（1位：218票）、「スヌーピー」（2位：207票）、「パティ&ジミー」（3位：164票）、「バニー&マッティ」（4位：131票）であった。
1994年までは20位圏外、1996年までは10位圏外と低迷していたが、1997年は7位と10位圏内にランクインされ、それ以降は10位圏内の常連となっている。ただしサンリオの主要なキャラクターがグランプリを獲得する中、リトルツインスターズは2位が歴代最高で未だグランプリを獲得したことがない。リトルツインスターズ生誕40周年の2015年は『SHOW BY ROCK!!』のキャラクター群の影響により9位と後退して辛うじて10位圏内に入ったが、この年は毎年1・2位を争うハローキティも7位に後退するなど波乱があった。リトルツインスターズ生誕45周年の2020年も9位と順位を落としている。
2013年サンリオキャラクター大賞では特別企画である「これやります宣言」が開催され、「1位になったらキキララのお菓子のお家を作る」と宣言していたが、4位にランクインされ、惜しくもランクインを逃し実現とはならなかった。
2014年サンリオキャラクター大賞では全100種のキャラクターをA〜Eグループの5グループに分けて1stステージ（予選）が行われ、各グループの上位4種、全20種のキャラクターからファイナルステージ（決戦）が行われ順位が決定されたため、21位以下が存在しない。リトルツインスターズはCグループ（1stステージ1位通過）にノミネートしていた。
2015年サンリオキャラクター大賞では「キャラクターパフ部門」が設けられ、リトルツインスターズがノミネートされた。結果は7キャラクター中、6位（ララ）と7位（キキ）であった。
2016年は、キャラクターをなでると1票が入る「なでる投票」が実施され、スマートフォン上に表示されたキャラクターを指でなでる「なでる投票」ではリトルツインスターズはなでられた時間が1588時間5分51秒で、ハローキティを上回る7位にランクインした。なお、サンリオピューロランドのイベントでライブキャラクタ（着ぐるみ）を実際になでる「リアルなでる投票」も開催されたが、順位は2位以下（1位はバッドばつ丸）で不明。
2020年は、コロナ関連によるサンリオショップの臨時休業が相次ぎ、思うようにサンリオショップ店頭からの投票（チップde投票）が出来なかったため、サンリオキャラクター大賞終了後の6月12日から30日にかけて、スピンアウト企画の 「チップde投票リターンズ」がサンリオショップ各店舗で開催され、サンリオショップのひとつのハーモニーランドにおいての結果は「リトルツインスターズ」は7位であった（この回の票は、公式にはサンリオキャラクター大賞本戦の結果には反映されない）。
2021年は、総合順位は7位を獲得し、いちご新聞ランキングとハーモニーランドで行われた「チップde投票」では6位を獲得。
なお、2012年から「サンリオキャラいちご新聞大ランキング」枠が設けられ、2013年以降も「サンリオキャラクター大賞いちご新聞ランキング」として継続され、こちらはグランプリを獲得し、2017年まで上位3位圏内を維持していたが、2018年は5位となり上位3位圏内から初めて陥落した。
歴代順位表
| 年     | 順位       | 年     | 順位 | 年     | 順位 | 年     | 順位   | 年     | 順位   |
| ------ | ---------- | ------ | ---- | ------ | ---- | ------ | ------ | ------ | ------ |
|        |            | 1991年 |      | 2001年 | 5    | 2011年 | 2      | 2021年 | 7（6） |
|        |            | 1992年 |      | 2002年 | 4    | 2012年 | 3（1） | 2022年 | 7      |
|        |            | 1993年 |      | 2003年 | 2    | 2013年 | 4（3） | 2023年 | 8      |
|        |            | 1994年 |      | 2004年 | 2    | 2014年 | 3（1） | 2024年 | 10     |
|        |            | 1995年 | 16   | 2005年 | 4    | 2015年 | 9（2） | 2025年 | 7      |
| 1986年 | [ 注釈 7 ] | 1996年 | 14   | 2006年 | 6    | 2016年 | 6（3） |        |        |
| 1987年 |            | 1997年 | 7    | 2007年 | 4    | 2017年 | 6（2） |        |        |
| 1988年 |            | 1998年 | 4    | 2008年 | 4    | 2018年 | 7（5） |        |        |
| 1989年 |            | 1999年 | 4    | 2009年 | 2    | 2019年 | 6（2） |        |        |
| 1990年 |            | 2000年 | 5    | 2010年 | 2    | 2020年 | 9（4） |        |        |

- 1995年から2014年までの順位については右記の出典による[95]。
- 2015年のいちご新聞ランキングの順位については右記の出典による[110]。
- 2016年と2017年のいちご新聞ランキングの順位については右記の出典による[111]。

### サブキャラコンテスト
2016年よりいちご新聞オリジナル企画でサブキャラコンテストが開催されている。
第1回（2016年）の「サブキャラコンテスト」は「リトルツインスターズ」からは「パフ&ポフ」と「ネコさん」と「コイヌくん」がノミネートされ、「パフ&ポフ」は8位、「ネコさん」は17位、「コイヌくん」は21位にランクインされた。
第2回（2017年）は「リトルツインスターズ」からは「レインボーヘアー」と「人魚さん」がノミネートされ、「レインボーベア」は8位、「人魚さん」は12位にランクインされた。
第3回（2018年）は「リトルツインスターズ」からは「くまさん」と「ツインクル」がノミネートされ、「くまさん」は12位、「ツインクル」は13位にランクインされた。
第4回（2019年）は第1回（2016年）〜第3回（2018年）までの上位20キャラクター同士の決戦コンテストで、「リトルツインスターズ」からは「パフ&ポフ」が11位、「人魚さん」が35位、「レインボーベア」が38位、「ねこさん」が50位、「ツインクル」が51位にランクインされた。
仕切り直しとなる第5回（2020年）は「リトルツインスターズ」からは「パフ&ポフ」と「レインボーベア」と「ツインクル」がノミネートされ、「パフ&ポフ」は4位とTOP5圏内にランクインされたほか、「レインボーベア」が18位、「ツインクル」が21位にランクインされた。

### 他社誌によるサンリオキャラクターの順位
白泉社発行の月刊MOE2015年2月号の綴じ込みハガキによるMOE読者からの好きなサンリオキャラクターのアンケートを行った結果、キキ&ララは1位のハローキティに次ぐ順位であった。ちなみに3位以下、5位までの順位は「ぐでたま」（3位）、「マイメロディ」（4位）、「ポムポムプリン」（5位）であった。

## 出版物
『キキララ☆恋のタロット占い』
発売日：2007年12月11日
著者：鏡リュウジ
出版社：二見書房
ISBN 978-4-576-07207-4
『キキララ☆愛の星うらない』
発売日：2008年11月27日
著者：鏡リュウジ
出版社：小学館
ISBN 978-4-09-310747-1
『Little Twin Stars　2011年HAPPYを呼ぶキキララBOOK』
発売日：2010年12月3日
著者：集英社ムック
出版社：集英社
ISBN 978-4-08-102097-3
『Kiki&Lala Dreamy Diary』
発売日：2011年9月13日
著者：サンリオ
出版社：幻冬舎
ISBN 978-4-344-99182-8
『リトルツインスターズ ファン　キキララのときめきスウィートブック』
発売日：2012年4月26日
著者：サンリオ
出版社：主婦と生活社
ISBN 978-4-391-63291-0
『Little Twin Stars My Dear』
発売日：2012年10月24日
編集：学研教育出版
出版社：学研教育出版
ISBN 978-4-05-606840-5
『リトルツインスターズの名前うらない 』
発売日：2014年3月18日
著者 ：阿雅佐
出版社：学研教育出版
ISBN 978-4-05-203949-2
『Little Twin Stars 70'sプレミアムBOX』
発売日：2014年10月3日
編集：サンリオ
出版社：学研教育出版
ISBN 978-4-05-700210-1
概要：サンリオより1976年発行されたミニ絵本「リトルツインスターズ物語」の復刻版とステーショナリー（ペンケース、ボールペン、付箋、ブックカバー）のセット。
『Kiki & Lala café』
発売日：2014年12月18日
編集：（不明）
出版社：宝島社
ISBN 978-4800234025
『LittleTwinStars ART BOOK』
発売日：2014年12月24日
編集：サンリオ（著）
出版社：PARCO出版（パルコエンタテインメント事業部）
ISBN 978-4865061062
概要：リトルツインスターズ40周年を記念して発行されたアートブック。雑誌「サンリオ」創刊号の復刻版もリトルツインスターズが掲載されたページを抜粋して収録されている。
『Little Twin Stars Love Stories』
発売日：2016年9月9日
編集：サンリオ（著）
出版社：玄光社
ISBN 978-4-7683-0778-6
概要：短文とイラストによるリトルツインスターズの原画集。また、過去のグッズの紹介ページもある。

## 音楽
『ツインスター特急』
発売日:1976年 発売元:ポリドール
作詞:山川啓介 作曲・編曲:武市昌久 歌:鈴木栄子（コーラス:クレープ）
オムニバスレコード「サンリオ 歌のギフトゲート」のA面3曲目に収録。
当時、サンリオのショップでミニレコードとして配布もしていた。4cm大のミニレコードなので、1コーラス目のサビの途中でフェードアウトしているほか、裏面には単に「サンリオ 歌のギフトゲート」としか書いてなく、ミニレコードだけでは曲名が何なのか、誰が歌っているのかがわからなかった。
『あなたの友だちキキとララ』
発売日:1977年4月1日  発売元:サンリオレコード
作詞:八坂裕子 作曲:惣領泰則
シングル・レコード（TSS-20001）。B面は「ふたご星」。2017年発売の「トイキャラポップコレクション Vol.2 ファンシー&カワイイ編」の8･9曲目にB面曲と共に収録されている。また、1992年発売の「キャラクターアルバム リトルツインスターズ」にMickeyによるカバー版が収録されている。
『サンリオ いちご新聞増刊号 いちごのうた〜たあ坊のがんばる宣言』
発売日:1989年4月26日 発売元：東芝EMI（現.ユニバーサルミュージック）
作詞:菅野こうめい、作曲:横山 徹、歌:MIYOKO
アルバムCD版（CG20-5059）。当アルバム（全13曲）の13曲目として『ふたりのMilky Way』を収録。CDとミュージックテープが有ったが現在は廃盤。
『キャラクターアルバム リトルツインスターズ』
発売日:1992年7月21日 発売元：サンリオ
アルバムCD版（SACV-2038）。カセットアルバム版が有ったが現在は廃盤。上述の『ふたりのMilky Way』も収録。全10曲。
詳細:ジャケットデザインはマーガレットの造花を前景および背景に、キキとララがクレイアートで表現されている。キキとララの他、キティやけろっぴが一緒に描かれ、エンブレム風に纏められたデザインのキャラクタードデカワッペンシールが付属する。
『みんなでうたおう! サンリオピューロランド』
発売日:1993年11月21日 発売元：サンリオ
絵本付アルバムCD版（SACV-3401）。当アルバム（全8曲）の4曲目にリトルツインスターズのキキとララとタキシードサムのサムが歌う「シーパラダイスは最高」（長さ1分54秒）が収録されている。歌手（声の演出）はキキは戸田恵子、ララは山本百合子、サムは杉山佳寿子である。当楽曲はサンリオピューロランドの知恵の木ステージで上演されたライブショー「プリンセスキティのシーパラダイス」で使用された曲である。
『サンリオキャラクター目覚ましCD ハローキティのおはよう!みんな』
発売日:1994年 発売元：サンリオ
シングルCD版（V-2615 ISBN 4-387-94070-0）。全9曲。目覚ましCDとはプレーヤーのタイマー機能を利用することで目覚まし時計とするもの。当CDの9曲目に「リトルツインスターズ」のタイトルで収録。曲ではなく長さ2分20秒のドラマCDのような内容である。BGMは「あなたの友だちキキとララ」のオフヴォーカルで、声の演出はキキは戸田恵子、ララは白鳥由里である。
ストーリー:朝が来て星空からお日様へ交代する時間になり思いやり星へ帰ることに。キキとララは帰る前にみんなが起きるところを見てみたくなったため、それを空の上から眺めることになる。そして「朝だよおはよう」と上空から呼びかけたり香りの粉を降らせてみんなが起きるのを手助けし、最後に「また星の輝く夜に会おう」と別れを告げて思いやり星へ帰っていく。
『リトルツインスターズ』
発売日:1997年11月21日 発売元：日本コロムビア
シングルCD版（CODZ-3042）、カセットシングル版がある。全4曲。3曲目の「あなたの友だちキキとララ」はMickeyによるリメイク版。
『キキとララ』キャラクタービジョンCD
発売日:1997年11月21日 発売元：日本コロムビア
シングルCD版（COCC-14690）。全4曲。1曲目の「あなたの友だちキキとララ」はMickeyによるカバー版。
『なかよし Little Twin Stars』
発売日:2005年4月20日 発売元：日本コロムビア
絵本付アルバムCD版（COCZ-1020）。全8曲。
『I WANT YOU BACK』
発売日:2005年
ジャクソン・ファイブのカバー。サンリオピューロランドの「夜を楽しまナイト!」限定販売。
『☆ほしものがたり☆』
発売日:2013年
新キキララユニット「Twinkle Stars」としての楽曲。サンリオピューロランドの「It's Show Time !! 年末年始スペシャル」（2012-2013年）でライブショー映像限定販売であったが、後にCDがサンリオピューロランドのみで販売されている。
CD＆DVDセット
CDの内容に加えて、プロモーションビデオなどが収録されたDVDがセットになっている。
『トイキャラポップコレクション Vol.2 ファンシー&カワイイ編』
発売日:2017年3月22日 発売元：ウルトラ・ヴァイヴ
アルバムCD版（SDSOL-1781）。当アルバム（全27曲）の8曲目として『あなたの友だちキキとララ』、9曲目として『ふたご星』を収録。両曲とも1977年リリースのオリジナル版を収録。

## イメージソング
「あなたの友だちキキとララ」
作詞：八坂裕子 作曲：惣領泰則 編曲：不明（オリジナル版）/佐橋俊彦（カバー版） 歌：ツインフルス（オリジナル版）/MICKEY（カバー版）
EPシングル「あなたの友だちキキとララ」A面収録曲。CDアルバム「トイキャラポップコレクション Vol.2 ファンシー&カワイイ編」に再録されている。
CDアルバム「キャラクターアルバム リトルツインスターズ」（SACV-2038）の4曲目にMickeyによるカバー版が収録されている。
リトルツインスターズのOVAのオープニングテーマにMickeyによるカバー版の楽曲が使用されている。後述の「ふたご星」とともに作詞の際は、キャラクターについて作者の松本からの助言を求めた。
「ふたご星」
作詞：八坂裕子 作曲：惣領泰則 編曲：不明 歌：惣領智子
EPシングル「あなたの友だちキキとララ」B面収録曲。CDアルバム「トイキャラポップコレクション Vol.2 ファンシー&カワイイ編」に再録されている。
女性数人によるコーラスが美しい曲。旅をして地球が好きになったキキとララが、一人では生きられないから仲良くしましょうと、手を合わせてまじないをしたり、優しい言葉や楽しい夢などという地球の忘れ物を届けるという内容。
「おひめさまになりたい」
作詞/作曲：松宮恭子 編曲：スティーブ･ゴースティン 歌：菊池眉円美
1992年7月21日にサンリオより発売されたCDアルバム「キャラクターアルバム リトルツインスターズ」（SACV-2038）の1曲目に収録されている。
リトルツインスターズのOVA 『キキとララのお姫さまになりたい』の挿入歌としても使用されている。
「星のバスルーム」
作詞：高田ひろお 作曲/編曲：長沢ヒロ 歌：菊池眉円美、新倉よしみ
CDアルバム「キャラクターアルバム リトルツインスターズ」（SACV-2038）の2曲目に収録されている。
「パピテピプラ パピテピプルス - ララのテーマ -」
作詞：川奈みその 作曲/編曲：長沢ヒロ 歌：菊池眉円美、（Cho）ライナーノーツ
CDアルバム「キャラクターアルバム リトルツインスターズ」（SACV-2038）の3曲目に収録。
リトルツインスターズのOVA 『キキとララのお姫さまになりたい』の挿入歌としても使用されている。
「スヤスヤランドの子守唄」
作詞：高田ひろお 作曲：実川俊晴 編曲：兼崎順一 歌：菊池眉円美、新倉よしみ
CDアルバム「キャラクターアルバム リトルツインスターズ」（SACV-2038）の5曲目に収録。
リトルツインスターズのOVAのエンディングテーマにそのオフヴォーカル版が使用されている。
「いたずらハート - キキのテーマ -」
作詞：高田ひろお 作曲：安田毅 編曲：兼崎順一 歌：新倉よしみ
CDアルバム「キャラクターアルバム リトルツインスターズ」（SACV-2038）の6曲目に収録
リトルツインスターズのOVA 『キキとララのお姫さまになりたい』の挿入歌としても使用されている。
「キキとララのチャールストン」
作詞：川奈みその 作曲/編曲：長沢ヒロ 歌：菊池眉円美、新倉よしみ
CDアルバム「キャラクターアルバム リトルツインスターズ」（SACV-2038）の7曲目に収録。
リトルツインスターズのOVA『キキとララの星のダンスシューズ』の挿入歌としても使用されている。
「キキとララのおかたづけのうた」
作詞：宮崎ナツミ 作曲：池毅 編曲：淡海悟郎 歌：新倉よしみ
CDアルバム「キャラクターアルバム リトルツインスターズ」（SACV-2038）の8曲目に収録。
「星の国のクリスマス」
作詞/作曲：松宮恭子 編曲：スティーブ・ゴースティン 歌：菊池眉円美、新倉よしみ
CDアルバム「キャラクターアルバム リトルツインスターズ」（SACV-2038）の9曲目に収録。
「ふたりの Milky Way」
作詞：菅野こうめい 作曲：横山徹 編曲：佐橋俊彦 歌：MIYOKO
CDアルバム「キャラクターアルバム リトルツインスターズ」（SACV-2038）の10曲目に収録。

## アニメ化作品

### 劇場映画
『サンリオ世界名作映画館』
1989年、『キキとララの青い鳥』としてアニメーション映画化された。1989年7月22日-9月1日、サンリオアニメフェスティバルとして全国東宝洋画系58館で公開。上映時間60分。『マイメロディの赤ずきん』（上映時間30分）、『ハローキティのシンデレラ』（上映時間30分）と同時上映。
- 発売日：1992年6月21日
- レーベル：サンリオより発売。
- 概要：VHS版（SAVM-2 : ISBN 438792019X ）、後にDVD版（「マイメロディの赤ずきん」とのカップリング : V-1611）がサンリオより発売された。

### OVA作品
発売当初はVHS版のみ、後にDVD版がサンリオより発売された。他のサンリオアニメ作品と比べ道徳的かつ教訓的な内容の作品が多い。

また、『オリジナルストーリーアニメ』シリーズでは、作劇上キャラクターの設定は原作と異なる。
『サンリオ世界名作劇場』シリーズ
- 『キキとララのヘンゼルとグレーテル』

発売日：1993年7月21日（SAVV-147 : ISBN 4387930128 ）
『オリジナルストーリーアニメ』シリーズ
- 『キキとララのお姫さまになりたい』

発売日：1993年4月21日（SAVV-142 : ISBN 4387923555 ）
- 『キキとララの白鳥座のお姫さま』

発売日：1993年11月21日（SAVV-161 : ISBN 4387931523 ）
- 『キキとララの星のダンスシューズ』

発売日：1993年12月21日（SAVV-166 : ISBN 438793199X ）
- 『キキとララのはばたけ！ペガサス』

発売日：1994年3月21日（SAVV-172 : ISBN 4387932759 ）
- 『キキとララのパパとママにあいたい』

発売日：1994年4月21日（SAVV-176 : ISBN 4387932325 ）
- 『キキとララのママってすてき！』

発売日：1997年4月19日（SAVV-183 : ISBN 438794062X ）

## 声優
キキ
- 戸田恵子 - 劇場アニメ『キキとララの青い鳥』、OVA『オリジナルアニメストーリー』シリーズ、『大好き!ハローキティ』
- 鉄炮塚葉子 - 『ハローキティとバッドばつ丸』、『キティズパラダイス』、DVD『ラッキー★コリン星 -キキララももか姫の贈り物-』
- 白石涼子 - 2010年代以降のサンリオピューロランドにおけるアトラクション

ララ
- 斎藤ひろみ - 劇場アニメ『キキとララの青い鳥』
- 白鳥由里 - OVA『オリジナルアニメストーリー』シリーズ、『大好き!ハローキティ』、1990年代前半以降のサンリオピューロランドにおけるアトラクション
- 山本百合子 - 『大好き!ハローキティ』1994年3月1日放送回のみ

## イメージキャラクターへの起用
金融機関
- 1990年4月に山口銀行イメージキャラクターに起用され、4月よりキャッシュカードのデザインに、6月よりキキララがデザインされた総合口座預金通帳が発行された[138]。
- 1998年4月1日に香川県信用農業協同組合連合会の統一イメージキャラクターに起用され、通帳の絵柄のほか、ノベルティグッズの配布が行なわれた[139]。テレビCMや店頭ポスター、中吊り広告のデザインにも活用された。1年間の期間限定の予定であったが、翌年以降も継続された。星空を背景に瀬戸大橋などのシルエットが描かれたキャッシュカードも発行された[140]。
- 東北銀行では、通帳やキャッシュカードのキャラクターデザインとして採用している他、リトルツインスターズの装飾が施されたATMを2015年9月19日より稼働を開始し[141]、また、東北地方として初の移動店舗として2011年8月より「とうぎんキキララ号」を導入し主に東日本大震災の被災地域（高田支店）で営業している[142][143]。
- 沖縄銀行では、2015年5月25日より新イメージキャラクターとして採用[144][145]、沖縄の伝統衣装「琉装」や伝説獣「シーサー」を身にまとったオリジナルデザインが披露された。また同行の創立60周年事業の一環として、2016年7月4日より沖縄都市モノレール線（ゆいレール）の1000形電車にキキ&ララのラッピングを施した「おきぎん キキ&ララ号」の運行を行なっている[146]。
- 2016年8月より、東京TYフィナンシャルグループの統一キャラクターとして、傘下各行で導入され、このうち、きらぼし銀行（旧都民銀・八千代銀）では、同デザインの通帳やキャッシュカードも併せて発行開始[147]。

クレジットカード
- 東北銀行グループの東北ジェーシービーカードは、券面にリトルツインスターズがデザインされたクレジットカード「Kiki&Lala LINDA-miaカード」を発行している[148]。
- 関西を中心に展開するイズミヤカードは券面にリトルツインスターズをカードデザインとしたクレジットカードを2種類発行している[149]。2010年9月に「イズミヤカードVISA「キキ&ララ」デザイン」として2万枚限定で発行され[150]、好評なため2013年9月12日より「イズミヤカードJCB「キキ&ララ」デザイン」が枚数制限なしで追加発行された[151][152]。
- 愛媛県を中心に店舗を展開するフジは、2014年6月20日より[153]三井住友VISAカードと提携して券面にリトルツインスターズをカードデザインとしたクレジットカード「エフカVISAカード（キキ&ララ）」を発行している[154][155]。

その他
- 2015年2月、フェリング・ファーマは「おねしょ相談センター」を開設し、その応援キャラクターとしてリトルツインスターズを起用した時期があった[156]。
- 2015年7月7日 - 日本一星空のきれいな村とされている長野県阿智村の親善大使に就任した[157]。リトルツインスターズの地方自治体との契約締結としては初のケースとなった。阿智村の観光拠点「ACHI BASE（阿智ベース）」にてコンセプトカフェであるリトルツインスターズカフェがオープンした[158][159]。
- 愛知県名古屋市中村区にある中日美容専門学校のイメージキャラクターに起用され、学校案内などのパンフレットやホームページなどにデザインされている。
- 2016年2月、岩手県盛岡市にあるMCL専門学校グループ（盛岡情報ビジネス専門学校など）は2017年に創立30周年を迎えるに当たり、リトルツインスターズをイメージキャラクター、および学校のオフィシャルサポーターに起用した[160][161]。6校あるグループ校それぞれに学校をイメージしたオリジナルデザインを披露する予定である[162]。

## コラボレーション

### シリーズ
- 2003年〜2004年 - Tommy february6×Little Twin Stars
キキララのファンでもあるthe brilliant greenのボーカリスト、Tommy february6の2003年〜2004年のソロ作品においてタイアップ。
CDのジャケットやブックレットに描かれただけでなく[163]、プロモーションビデオにも出演した。
- 2008年6月 - 小倉優子×Little Twin Stars
小倉優子がデザインプロデュースを行った。
キャラクターの特徴として、通常のリトルツインスターズに加えて小倉優子のキャラクター「ゆうこりん」がいちごの馬車に乗ってその世界の中に現れる形となっている[164][165]。
- 2011年3月 - リン・チーリン×リトルツインスターズ
リン・チーリンをイメージした「フェアリー チーリン」という愛称のキャラクターが、キキとララと一緒に登場するという形となっている[166]。
- 2011年7月 - 桐谷美玲×リトルツインスターズ
桐谷美玲がデザインを考え、彼女の愛犬「らんさん」がデザインの中にキキとララと一緒に登場するかたちとなっている[167]。
- 2015年6月12日 - ソラカラちゃん×リトルツインスターズ
東京スカイツリー開業3周年を記念して生誕5周年のソラカラちゃんとのコラボレーションイベントが8月31日にかけて開催された[168]。
- 2015年7月16日 - こえだちゃん×リトルツインスターズ
タカラ（現タカラトミー）は1978年にミニドールハウス「キキ☆ララ 月のおうち」を発売していた。リトルツインスターズの40周年を機に、こえだちゃんとのコラボレーション商品が複数発売され、その第一弾として「月のおうち」が「こえだちゃん キキ&ララ 月のおうち」として2015年7月16日に発売された[169]。
なお、こえだちゃんとリトルツインスターズは、2016年の「サンリオキャラクター大賞コラボ部門」にノミネートし、全25組中3位の成績を残した[170]。
- 2015年11月25日 - ClariS×リトルツインスターズ
ClariSのデビュー5周年を記念し、リトルツインスターズの方も40周年を記念してコラボソング「Prism」が2015年11月25日にリリースされた[171][172][173]。
- 2018年4月〜現在   蒼井翔太×リトルツインスターズ
声優の蒼井翔太が「しょーたん」というキャラクターとなりコラボカフェやキャラクターソング、コラボムック、ぬいぐるみなどのグッズを販売している。蒼井の持ちキャラである「たむたむ」とのコラボもある。また2018年10月10日にはサンリオピューロランドで貸し切りイベントが開催された[174][175]。
- 2018年7月〜現在 カードキャプターさくら×リトルツインスターズ
人気コミック・アニメである「カードキャプターさくら」とコラボを発表。キキとララが夢の中で「さくらちゃん」と出逢ったというオリジナル設定になっている[176]。
サンリオピューロランドでは、アニメの声優を招きトークイベントが開催されたほか、記念イベントや限定グッズの販売が行われた[177]。
- 2019年10月〜現在  Dream Ami×Little Twin Stars
リトルツインスターズのファンを公言するDream Amiにサンリオがオファーしたことでコラボレーションが実現[178]。コラボレーショングッズが発売されている[179]。また、サンリオピューロランドではキキ&ララトゥインクリングツアー内に、期間限定のコラボレーションフォトスポットが設置された[180]。

### その他コラボレーション
- 2017年6月4日、「小林幸子 in サンリオピューロランド」にて小林幸子とリトルツインスターズを含むサンリオ5キャラクターのコラボレーショングッズ、コラボレーションフードを発売[181]。
- 2019年12月7日、「LIVE BEYOOOOOND1St サンリオピューロランドSP」オリジナルグッズとして、前田こころ（BEYOOOOONDS）とのコラボレーショングッズを発売[182]。
- 2019年12月28日、「GANG PARADE SPECIAL LIVE in SANRIO PUROLAND」にて、リトルツインスターズを含むサンリオ10キャラクターとのコラボレーショングッズを発売[183]。
- アプリゲーム「キキ&ララのトゥインクルパズル」内では、これまでに蒼井翔太、シナモロール、ウィッシュミーメル、カードキャプターさくら、ぐでたま、鈴木愛理、ハローキティ、マイメロディ、ポチャッコ、ポムポムプリン、KIRIMIちゃんとのコラボレーションイベントが行われている。

## その他
- 1977年、サンリオ音楽出版より発売された小椋桂の『やっぱりおめでとう-お誕生日に-』（サンリオレコード、OKS-20001）のジャケットにはサンリオキャラクターのハローキティやパティ&ジミーなどに交じってリトルツインスターズも描かれている。
- エクサムが発売するキッズ向けトレーディングカードアーケードゲームであるハローキティとまほうのエプロン 〜サンリオキャラクター大集合!〜の第3弾〜レッツ!ハンバーガークッキング〜』や、第4弾『〜みんな集まれ!お料理パーティー!〜』に登場するキャラクターのひとつとして「リトルツインスターズ」が起用された[184][185]。
- 2011年7月20日、ライオンはリトルツインスターズが「かわいらしさ」や「やさしさ」を想起させることから、コラボレーション企画として本キャラクターがパッケージにデザインされた衣料用中性洗剤『アクロン デザインボトル』が、数量限定で販売された[186]。
- 2011年12月17日、ユニバーサルミュージックより新旧の子役がボーカルに用いられた楽曲を収録したコンピレーション・アルバムである「こどものうた 〜KIDSが歌うPOP SONGコレクション〜」が発売され、そのジャケットデザイン[注釈 19]にリトルツインスターズが起用された[187][188]。なお、ジャケットにキキララが描かれているが、アルバムにサンリオおよびリトルツインスターズ関連の曲は一切収録されていない。
- 京阪電気鉄道は2016年7月2日〜10月30日までの間、「リトルツインスターズ」と枚方市産業振興キャラクターである「ひこぼしくん」と交野市産業PRキャラクターである「おりひめちゃん」がラッピングされた京阪10000系電車4両による「星のまち 枚方・交野　キキ&ララトレイン」の運行を行なっている[189][190]。
- 2019年9月オープンした「ホテル沖縄 with サンリオ キャラクターズ」は館内のすべての客室がサンリオキャラクターで装飾されており、その中には「リトルツインスターズ」で装飾された客室も用意されている[191][192]。
- 東京モノレールは2020年9月14日から当面の間、リトルツインスターズの誕生45周年を記念して当社の制服を着用したオリジナルデザインの「リトルツインスターズ」がラッピングされた、東京モノレール10000形電車6両（10041編成）による「キキ&ララ モノレール」の運行を行なっている[193][194][195][196]。

車両は外装のみならず内装にも先頭および最後尾車両を中心に天井や座席背面や窓などにもラッピングされている。さらに冬季には車両にイルミネーションの点灯も予定されている。大井競馬場前駅で行われているイルミネーションも、ラッピング車両の運行に合わせてイメージカラーが2020年8月3日より変更される。また、同社のモノレール浜松町駅、天王洲アイル駅、羽田空港第1ターミナル駅、羽田空港第2ターミナル駅の4駅コンコースには短冊に書いた願い事を掛けられるフォトスポットの設置も2020年9月14日から2021年1月11日にかけて行われる。また同社の駅（昭和島駅、整備場駅、新整備場駅以外）や鉄道博物館ミュージアムショップ「TRAINIART」ではオリジナルグッズの発売も行われる。
- 2025年1月17日より、日本マクドナルドは『ハッピーセット「リトルツインスターズ」』を期間限定で発売[197]。